# 24-й механізований корпус (СРСР)
24-й механізований корпус (24-й мк) — військове формування у збройних силах СРСР.

## Повна назва
24-й механізований корпус

## Історія
Корпус був сформований навесні 1941 року в Київському Особливому військовому окрузі (КОВО).
З початком Німецько-радянської війни спочатку був у резерві фронту, потім входив до складу 26-ї та 12-ї армій. З 18 по 21 липня 1941 року брав участь в обороні м. Вінниця. Протягом 1-6 серпня 1941 року залишки корпусу вели бої в оточенні в Уманському котлі. Більша частина бійців та командирів загинули або потрапили в оточення. Лише незначній кількості разом з командиром 45-й танкової дивізії М. Д. Соломатіним вдалося вирватися.
Корпус було розформовано.

## Підпорядкування
- Київський Особливий військовий округ (до 4 липня 1941).
- 26-та армія Південно-Західного фронту (4 липня 1941 — 12 липня 1941).
- 12-та армія Південно-Західного фронту (12 липня 1941 — 7 серпня 1941).

## Склад
- Управління корпусу.
- Корпусні частини.
- 45-та танкова дивізія (командир: комбриг М. Д. Соломатін)
- 49-та танкова дивізія (командир: полковник К. Ф. Швецов)
- 216-та моторизована дивізія (командир: полковник А. С. Саркісян)

## Командування
- Генерал-майор Володимир Іванович Чистяков